# Unto Those Who Sin
Unto Those Who Sin è un film muto del 1916 diretto da William Robert Daly. Prodotto dalla Selig, il film - la storia di una drammatica scalata sociale - fu interpretato da Fritzi Brunette, Al W. Filson, Lillian Hayward, Marion Warner, Earle Foxe ed Edward J. Piel.

## Trama
Nadia è una ragazza che, per vivere, deve lavorare. Ma i suoi magri guadagni di dattilografa vanno a finire tutti nelle tasche di suo padre, un ubriacone impenitente che, un giorno, finisce con lo sparare all'amante della moglie. Volendo sottrarsi a quell'ambiente miserabile e violento, Nadia se ne va da casa e, insieme a Mabel, una sua amica, comincia a frequentare i posti alla moda. Conosce così un milionario che la sposa. Il matrimonio non dura molto: l'uomo, colpito da un infarto, muore lasciando le sue sostanze alla giovane vedova. Lei, adesso, potrebbe scegliere tra i suoi nuovi pretendenti come marito un uomo non ricco ma innamorato di lei. La sua scelta, di cui si pentirà presto, va, invece, a un altro milionario di cui non le interessa nulla e che ha il doppio della sua età. Quando si rende conto del proprio errore, la donna non trova altra soluzione che quella di cercare di liberarsi del marito spingendolo giù da una scogliera. Ma finirà nel precipitare anche lei, cadendo nel baratro con il marito che, con le sue ultime forze, si avvinghia a lei per trascinarla con sé nella morte.

## Produzione
Il film fu prodotto dalla Selig Polyscope Company. Secondo un documento dattiloscritto appartenente alla Selig Collection, il film fu sceneggiato da James Oliver Curwood e "riscritto" da  C. B. Hoadley.

## Distribuzione
Il copyright del film, richiesto dalla Selig Polyscope Co., fu registrato il 23 febbraio 1916 con il numero LP7705. Distribuito dalla V-L-S-E, il film uscì nelle sale cinematografiche statunitensi il 6 marzo 1916.

### Conservazione
Non si conoscono copie ancora esistenti della pellicola che viene considerata presumibilmente perduta.